# Caballar
Caballar é um município da Espanha na província de Segóvia, comunidade autónoma de Castela e Leão, de área 16,85 km² com população de 104 habitantes (2004) e densidade populacional de 6,17 hab./km².

## Demografia
| Variação demográfica do município entre 1991 e 2004 | Variação demográfica do município entre 1991 e 2004 | Variação demográfica do município entre 1991 e 2004 | Variação demográfica do município entre 1991 e 2004 |
| --------------------------------------------------- | --------------------------------------------------- | --------------------------------------------------- | --------------------------------------------------- |
| 1991                                                | 1996                                                | 2001                                                | 2004                                                |
| 110                                                 | 113                                                 | 94                                                  | 104                                                 |